# Sainte-Innocence
Sainte-Innocence ist eine Ortschaft und eine ehemalige französische Gemeinde mit 113 Einwohnern (Stand: 1. Januar 2022) im Département Dordogne in der Region Nouvelle-Aquitaine (vor 2016: Aquitanien). Die Gemeinde gehörte zum Arrondissement Bergerac und zum Kanton Sud-Bergeracois.
Der Erlass vom 25. September 2018 legte mit Wirkung zum 1. Januar 2019 die Eingliederung von Sainte-Innocence als Commune déléguée zusammen mit den früheren Gemeinden Sainte-Eulalie-d’Eymet und Saint-Julien-d’Eymet zur Commune nouvelle Saint-Julien-Innocence-Eulalie fest. Der Verwaltungssitz befindet sich in Sainte-Innocence.
Der Name in der okzitanischen Sprache lautet Senta Denença.
Die Einwohner werden Innocentiens und Innocentiennes genannt.

## Geographie
Sainte-Innocence liegt ca. 15 km südwestlich von Bergerac im Gebiet Bergeracois der historischen Provinz Périgord am südlichen Rand des Départements.
Umgeben wird Sainte-Innocence von den vier Nachbargemeinden und zwei delegierten Gemeinden:
| Thénac                                    | Sigoulès-et-Flaugeac                        | Mescoules                               |
|                                           | Kompassrose, die auf Nachbargemeinden zeigt |                                         |
| Sainte-Eulalie-d’Eymet (Commune déléguée) | Fonroque                                    | Saint-Julien-d’Eymet (Commune déléguée) |

## Einwohnerentwicklung

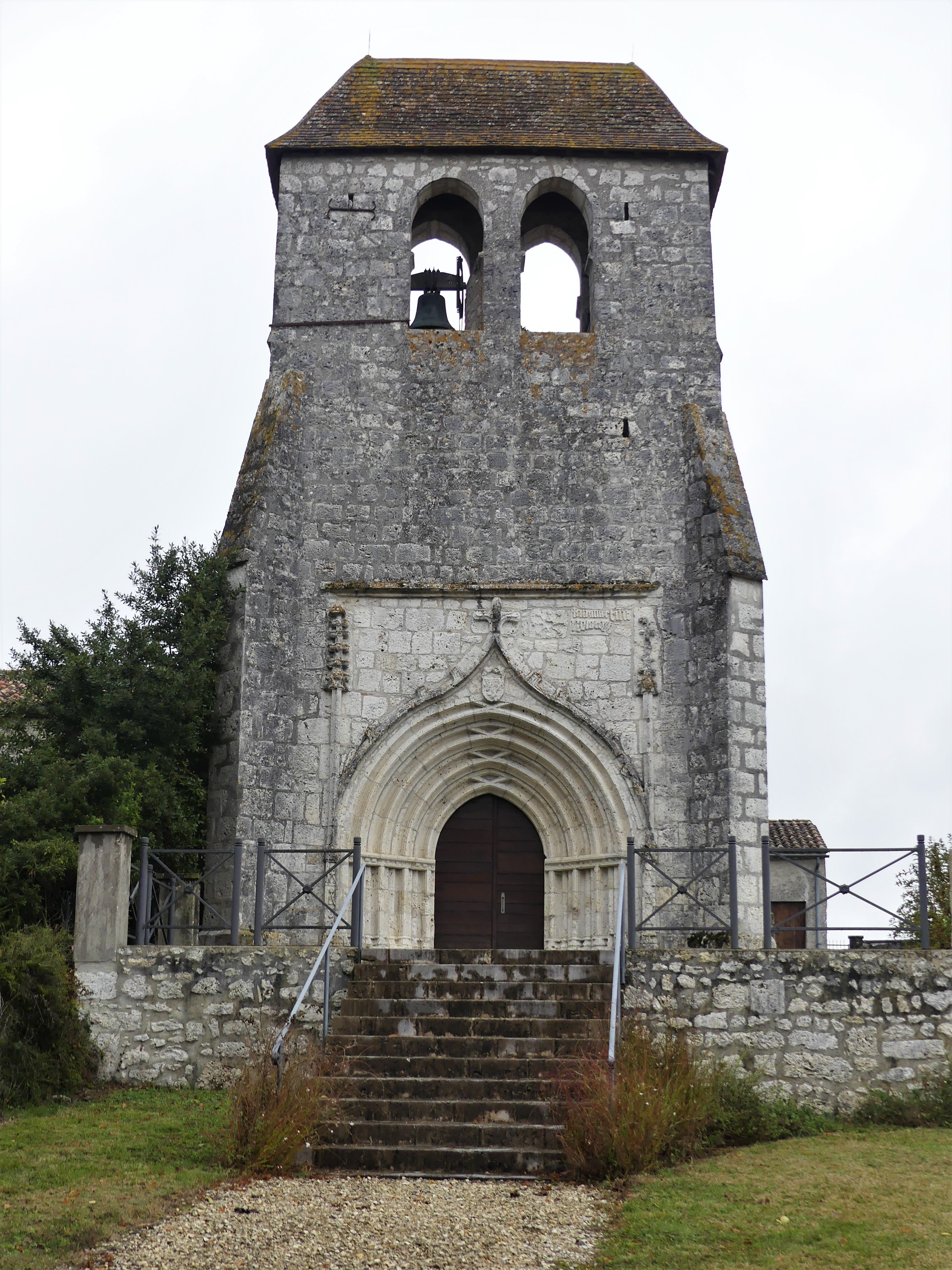
Pfarrkirche Sainte-Innocence, Westfassade

Nach Beginn der Aufzeichnungen stieg die Einwohnerzahl zu Beginn des 19. Jahrhunderts auf einen Höchststand von rund 390. In der Folgezeit sank die Größe von Sainte-Innocence bei kurzen Erholungsphasen bis heute.
| Jahr      | 1962 | 1968 | 1975 | 1982 | 1990 | 1999 | 2006 | 2011 | 2022 |
| --------- | ---- | ---- | ---- | ---- | ---- | ---- | ---- | ---- | ---- |
| Einwohner | 150  | 138  | 108  | 107  | 100  | 105  | 103  | 98   | 113  |

## Sehenswürdigkeiten
- Pfarrkirche Sainte-Innocence aus dem 15. Jahrhundert; Glockenturm und Vorhalle sind als Monument historique eingeschrieben